# Салих ибн Ахмад ибн Ханбаль
Абу́-ль-Фадль Са́лих ибн А́хмад аш-Шайба́ни (араб. أبو الفضل صالح بن أحمد الشيباني‎; 818, Багдад, Ирак — 879, Исфахан, Иран) — ханбалитский факих, знаток хадисов, кади города Исфахан, сын Ахмада ибн Ханбаля.

## Биография
Полное имя: Абу́-ль-Фадль Са́лих ибн А́хмад ибн Муха́ммад ибн Ха́нбаль аш-Шайба́ни аль-Багда́ди. Родился в 818 году в городе Багдад и был самым старшим из сыновей Ахмада ибн Ханбаля. Обучался мусульманскому праву у своего отца, Ибрахима ибн Сувайда и Али ибн аль-Мадини. Его учениками были: Ибн Абу Асим, Абуль-Касим аль-Багави, Ибн Абу Хатим и др.
Салих, по словам Ибн аль-Мунади, скончался в месяце Рамадан 266 года по хиджре (879 год) в городе Исфахан. Согласно Абу Нуайму, он умер в 265 году хиджры.